# Heidekrautbahn
Heidekrautbahn – normalnotorowa lokalna linia kolejowa w Brandenburgii i Berlinie, w północno-wschodnich Niemczech. Linia biegnie przez północny Berlin i dalej przez Basdorf oraz powiaty Oberhavel i Barnim.
Przewoźnikiem obsługującym trasę jest Niederbarnimer Eisenbahn.